# Lasioglossum faustum
Lasioglossum faustum är en biart som beskrevs av Ebmer 1978. Lasioglossum faustum ingår i släktet smalbin, och familjen vägbin. Inga underarter finns listade i Catalogue of Life.